# Podbereźce (hromada)
Podbereźce – hromada terytorialna w rejonie lwowskim obwodu lwowskiego Ukrainy. Siedzibą hromady jest wieś Podbereźce.
Hromadę utworzono 21 lipca 2017 roku w ramach reformy decentralizacji.

## Miejscowości hromady
W skład hromady wchodzi 11 miejscowości
- Podbereźce – siedziba hromady
- Biłka Dolna
- Biłka Górna
- Czarnuszowice
- Czyżyków
- Głuchowice
- Mikłaszów
- Pidhirne
- Tarasiwka
- Zuchorzyce
- Żurawniki